# Chepíguinskaya
Chepíguinskaya (del ruso: Чепигинская) es una stanitsa del raión de Briujovétskaya del krai de Krasnodar en el sur de Rusia. Está situada en el limán Lebiazhi del río Beisug, 17 km al noroeste de Briujovétskaya y 99 km al norte de Krasnodar, la capital del krai. Tenía 2 037 habitantes en 2010.
Es cabeza del municipio rural Chepíguinskoye, al que pertenecen asimismo Lebiazhi Ostrov, Limanski, Kinoviya y Razdolni.

## Historia
Fundada como jútor Velichkovski en 1883, la localidad recibió el estatus de stanitsa el 7 de septiembre de 1909 y el nombre actual en honor al atamán Zajari Chepiga.